# Gastroplastie
La gastroplastie est une opération chirurgicale qui a pour objectif de limiter la quantité d’aliments ingérés. L’opération, en réduisant la capacité de l’estomac, produit une impression de satiété plus rapide. Elle fait partie de la « chirurgie de l'obésité » ou chirurgie bariatrique dont l'autre versant est le by-pass gastrique.
Il existe deux techniques principales, la « gastroplastie verticale bandée par agrafage » et la « gastroplastie par anneau gastrique modulable ».

## Historique
La chirurgie de l’obésité existe en Europe depuis 1970 à l’hôpital Cochin. Les premières interventions créaient un court-circuit de l’intestin qui fut abandonné en 1976 pour une autre méthode dont l’objectif était de limiter, par agrafage, la quantité d’aliments arrivant à l’estomac. À partir de 1986, des anneaux ajustables ont permis de réaliser les gastroplasties sans agrafages. C’est depuis 1993, avec le premier anneau ajustable et 1995, avec l’anneau américain, que la chirurgie de l’obésité a pris de l’ampleur au niveau international.[réf. nécessaire]

## Gastroplastie par anneau gastrique modulable
Elle consiste à positionner un garrot dont on peut faire varier la pression au niveau de la jonction entre l'œsophage et l'estomac. Ce garrot est relié à une chambre positionnée sous la peau et sa pression est réglée par injection ou par retrait d'eau par ponction de cette chambre. 